# 鲁埃达
鲁埃达，是西班牙卡斯蒂利亚-莱昂巴利亚多利德省的一个市镇。总面积91平方公里，
2001年普查人口總數為1432人，人口密度為每平方公里16人。